# Madame de Pompadour
Jeanne-Antoinette Poisson, marchiză de Pompadour (n. 29 decembrie 1721, Paris - d. 15 aprilie 1764, Versailles) cunoscută ca Madame Pompadour a fost metresă a regelui Franței Ludovic al XV-lea.

## Tinerețe
Jeanne Antoinette Poisson s-a născut la Paris la 29 decembrie 1721, ca fiică a administratorului François Poisson (1684-1754) și a soției acestuia, Madeleine de La Motte (1699-1745). Totuși, există suspiciuni că tatăl ei biologic a fost financiarul bogat Charles François Paul Le Normant de Tournehem. Le Normant de Tournehem a devenit tutorele ei legal când François Poisson a fost obligat să părăsească țara în 1725 după un scandal cu o serie de datorii neplătite și o crimă la acel moment pedepsită cu moartea. (El a fost exonerat opt ani mai târziu și i s-a permis să se întoarcă în Franța). Fratele ei mai mic a fost Abel-François Poisson de Vandières, care mai târziu a devenit marchiz de Marigny.
Jeanne Antoinette a fost inteligentă, frumoasă și rafinată. Și-a petrecut copilăria la Ursuline în Poissy unde a primit o bună educație. La adolescență, mama ei i-a adus acasă tutori care au învățat-o să cânte la clavecin, să danseze, să cânte, să picteze și să recite piese întregi.
Mai târziu ea a susținut că, la vârsta de nouă ani, a fost dusă de mama ei la o ghicitoare care i-a spus că într-o zi ea va domni peste inima unui rege. Aparent, mama ei a crezut profeția și a poreclit-o  „Reinette” („mica regină”).

## Căsătorie
În 1741, la vârsta de 19 ani, Jeanne Antoinette se căsătorește la biserica St. Eustache cu Charles-Guillaume Le Normant d'Étiolles, nepotul tutorelui ei. Primește ca dar de nuntă moșia Étiolles situată la 28 km sud de Paris. La 15 decembrie 1740, Tournehem îl face pe nepotul său singurul moștenitor, dezmoștenindu-i pe ceilalți nepoți, copiii fratelui și ai surorii sale. 
Din căsătorie vor rezulta doi copii, un băiat care a murit la un an de la naștere, în 1741, și o fiică Alexandrine-Jeanne (poreclită „Fanfan”), născută la 10 august 1744. Opinia contemporanilor susținută de operele de artă ale vremii era că tânăra  Mme d'Étiolles era frumoasă, avea gura mică și fața ovală. Și-a creat propriul ei salon la Étiolles unde veneau mulți filosofi, printre ei și Voltaire.

## Viața la Curte
Cum M-me d'Étiolles a devenit cunoscută în societate, regele Ludovic al XV-lea a început să audă de ea. În 1745, un grup de curteni, inclusiv socrul ei, au promovat apropierea de monarh, care era încă în doliu după a treia metresă oficială, ducesa de Châteauroux.
Jeanne Antoinette a fost invitată la un bal mascat la Palatul Versailles în noaptea de 25 spre 26 februarie 1745, una dintre multele sărbători date pentru a celebra căsătoria Delfinului Louis de France (1729–65) cu Infanta Maria Teresa a Spaniei (1726–46).  În martie era metresa regelui, instalată la Versailles într-un apartament direct sub al lui. La 7 mai s-a pronunțat separarea oficială între ea și soțul ei.
Pentru a fi prezentă la Curte avea nevoie de un titlu. Regele i-a acordat titlul de marchiză de Pompadour la 24 iunie. La 14 septembrie a fost introdusă formal la Curte de verișoara regelui, Prințesa de Conti. Rapid ea a stăpânit eticheta de la curte. Mama ei a murit în ziua de Crăciun a aceluiași an și nu a trăit să vadă realizarea  ca fiica ei să devină metresă regală de necontestat.

### Metresă regală

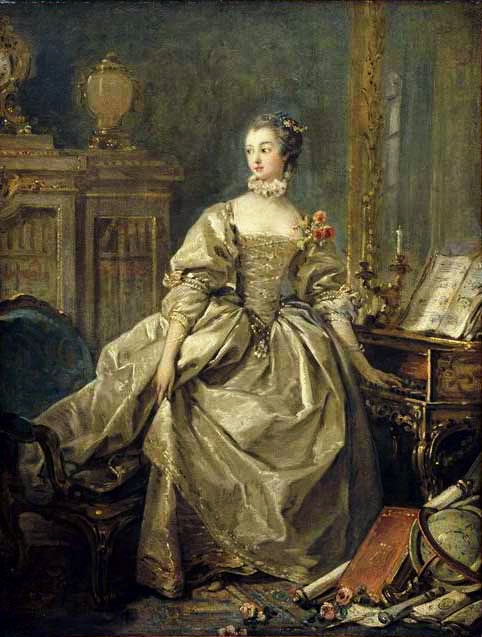
Madame de Pompadour de François Boucher

Marchiza de Pompadour nu a avut niciodată influență politică directă, dar i-a susținut pe mareșalul de Belle-Isle și pe ducele de Choiseul în fața regelui. Din spatele scenei puterea ei era considerabilă; acest lucru a fost evidențiat când o altă metresă a regelui, Marie-Louise O'Murphy, a încercat s-o înlocuiască în 1754. În 1755, tânăra și puțin experimentata O'Murphy s-a căsătorit cu nobilul Jacques de Beaufranchet, seigneur d'Ayat, care era unchiul viitorului ilustru general Louis Desaix (a luptat în Revoluția franceză sub generalul Napoleon Bonaparte). Fiul lor (1757–1812), Louis Charles Antoine de Beaufranchet, general maior, a fost prezent la execuția regelui Ludovic al XVI-lea.
Marchiza a avut mulți dușmani printre curtenii regali care au simțit o rușine că regele s-ar compromite astfel cu un om de rând. Ea a fost foarte sensibilă la calomnii nesfârșite numite poissonnades, un joc de cuvinte cu numele ei de familie, Poisson, care înseamnă „pește” în limba franceză.

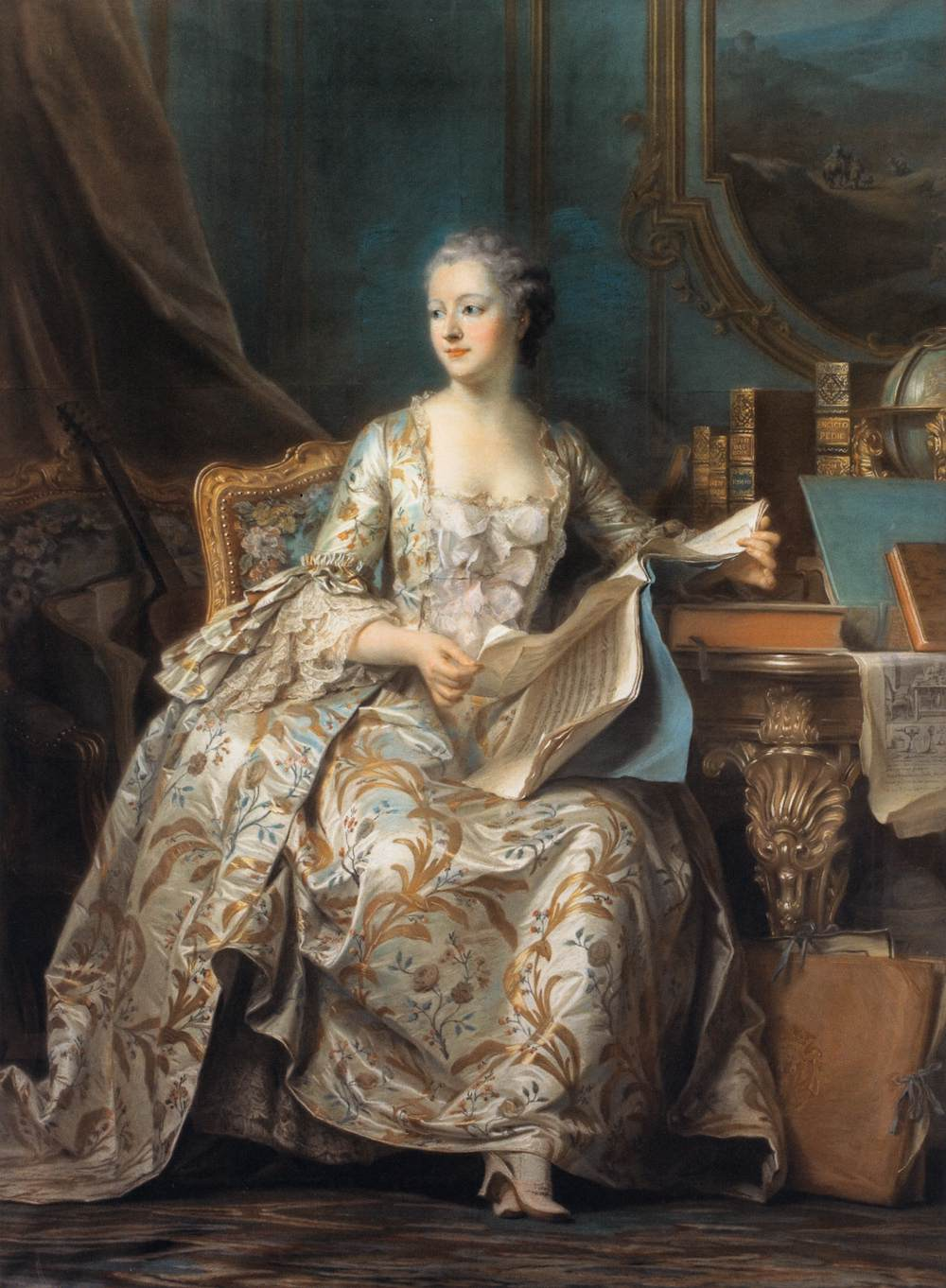
Madame du Pompadour, pastel de Maurice Quentin de La Tour, expus la Salonul de la Paris, 1755 (Louvre)

Importanța ei era atât de mare, incat în 1755 a fost abordată de către Anton Wenzel Kaunitz, un proeminent diplomat austriac, cerându-i să intervină în negocierile care au condus la Tratatul de la Versailles (1756).
Cu toate că din 1751 legăturile ei sexuale cu regele au încetat, a continuat să rămână metresa oficială a regelui până la moartea ei (1764), lucru care se datorează diplomației inteligente de care a dat dovadă. În primul rând ea a decis să stabilească o relație cordială cu regina Maria Leszczyńska.  Metresele anterioare ale regelui o umileau pe regină, dar Pompadour  și-a dat seama că arătând Mariei respect îi ușura vina regelui și i-a permis să aibă o relație puternică cu copiii săi. Ea a pus, de asemenea, toate eforturile în a aduce distracție în viața melancolică a regelui. Spre deosebire de celelalte femei din viața regelui, marchiza de Pompadour l-a însoțit în timp ce era la vânătoare, la cărți de joc sau când își vizita proprietățile. În cele din urmă, metresa regala îi amintea lui Ludovic de frumusețea ei prin frecvente picturi, în special cele realizate de François Boucher, care a subliniat trăsăturile deosebite  și i-a ascuns semnele de îmbătrânire.
Nu a repetat greșeala altor metrese regale, ca rivala să fie bruscată și tratată cu dușmănie, ci va face totul pentru a-i câștiga simpatia. Madame Pompadour reușește să realizeze iscusit la curte un nod de relații cu aliați influenți, ea va lega regele nu numai prin relații sexuale ci și ca prietenă, damă de conversație și sfătuitoare a regelui.
Astfel, pentru desăvârșirea planurilor ei de a nu pierde contactul cu regele, organizează la domicilul ei un teatru burlesc cu artiști apreciați. La inaugurarea teatrului va fi prezentată piesa „Tartuffe” de Molière. Madame Pompadour, mai ales în ultimii ani, trebuie să-și apere cu multă diplomație poziția ei la curte, față de noua amantă a regelui, Anne Coupier de Romanss.

Marchiza de Pompadour a fost o femeie dotată cu un bun ochi pentru interioare Rococo. Ea a jucat un rol decisiv în a face din Paris capitala gustului și a culturii în Europa, iar perioada ei de influență a fost marcată cu o serie de realizări notabile. Ea a fost responsabilă pentru dezvoltarea fabricii de porțelanuri de la Sèvres, care a devenit unul dintre cei mai cunoscuți producători de porțelan din Europa și care a oferit locuri de muncă calificate pentru regiune. 

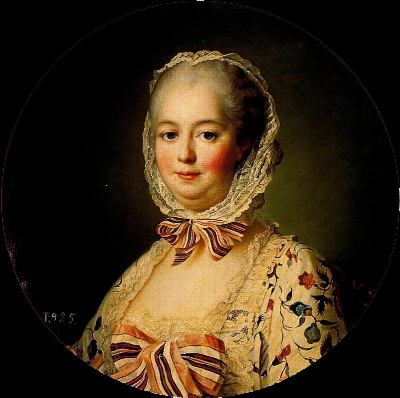
Portret finalizat în 1764 după decesul ei, însă început în timp ce era în viață, de către portretista ei favorită, François-Hubert Drouais

Îi plăcea foarte mult literatura. La Paris sau pe domeniul Étioles adună în salonul său o strălucitoare societate: Fontenelle, Helvétius, Marivaux, Montesquieu, Voltaire. L-a cunoscut pe Voltaire înainte ca el să devină cunoscut și se pare că el a sfătuit-o în rolul ei de la Curte. După încheierea Războiului de succesiune austriac, atunci când statul francez avea nevoie de economie, ea a atras tot mai multe resurse generoase la curte. Influența ei asupra lui Louis XV a crescut semnificativ până în anii 1750, până la punctul în care i-a permis o marjă de manevră considerabilă în determinarea politicii într-o serie întreagă de probleme, de la chestiunile militare la relațiile externe.
Ea a planificat construcții ca Place de la Concorde (numită atunci Place de Louis XV), Școala Militară și Micul Trianon împreună cu fratele ei, marchizul de Marigny. A protejat școala Physiocrates (liderul ei a fost Quesnay, propriul ei doctor) care a deschis calea pentru teoriile lui Adam Smith. De asemenea, a apărat Encyclopédie editată de Denis Diderot și Jean le Rond d'Alembert împotriva celor, printre care arhiepiscopul de Paris, Christophe de Beaumont, care au căutat să o suprime.
Madame de Pompadour a pierdut două sarcini în 1746 și 1749, și se spune că a aranjat amante pentru plăcerea regelui. Cu toate că au încetat să mai fie iubiți după 1750, ei au rămas prieteni, iar Ludovic al XV-lea i-a fost dedicat până la moartea ei de tuberculoză în 1764, la vârsta de patruzeci și doi de ani. Chiar și dușmanii i-au admirat curajul din ultimele săptămâni dureroase. Mulți dintre dușmanii ei au fost totuși ușurați de moartea ei. Uitându-se la ploaie în timpul plecării sicriului de la Versailles , regele a spus: "La marquise n'aura pas de beau temps pour son voyage." (Marchiza nu va avea parte de timp frumos pentru călătorie). A fost înmormântată la Couvent des Capucines din Paris.

## Influența exercitată de Madame de Pompadour

### Influența politică

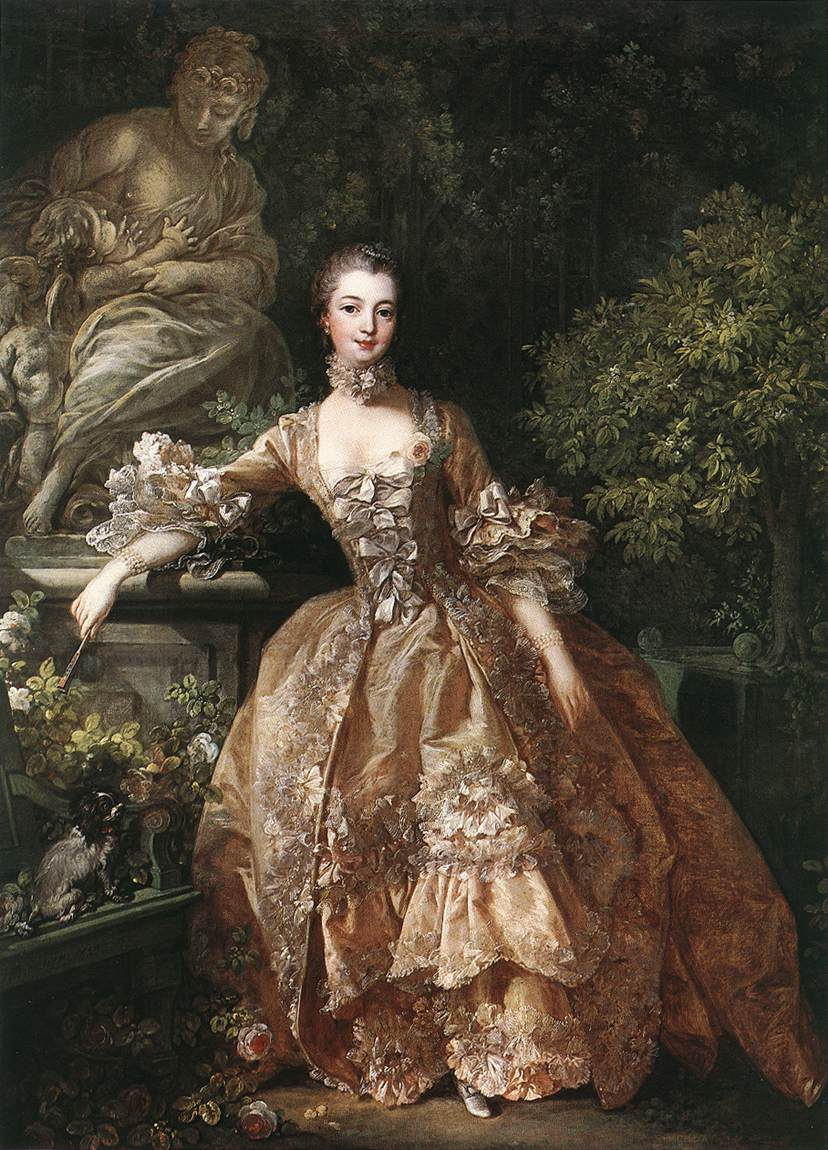
Portret al marchizei de Pompadour de François Boucher

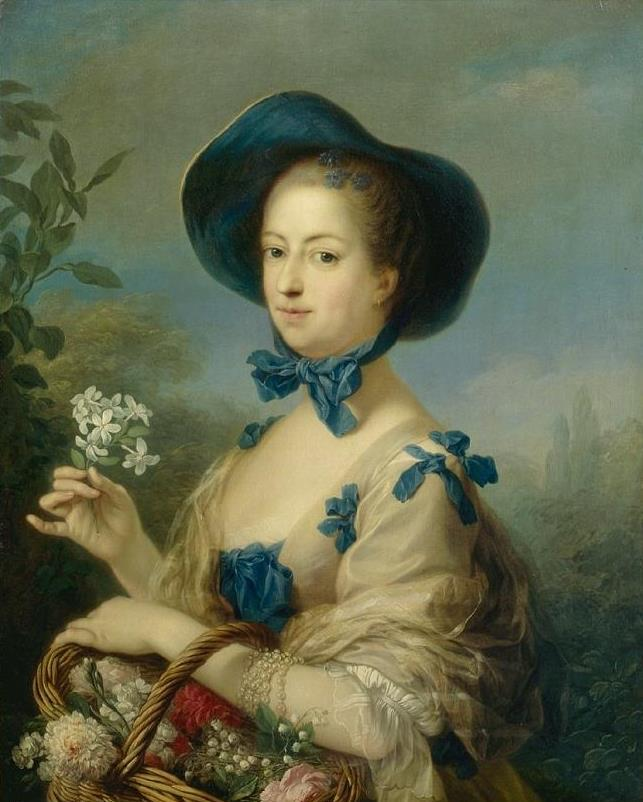
Marchiza de Pompadour în grădină

Marchiza a avut o influență politică însemnată, mai ales asupra 
- politicii externe a Franței și
- asupra conducerii militare, ca de exemplu în planificarea strategiilor militare.
- a fost o sfătuitoare a regelui în războiul de șapte ani (1756-1763) de a intra în alianță cu Austria contra Angliei și Prusiei și de a continua războiul după înfrângerea suferită în fața Prusiei la 5 noiembrie 1757, în „bătălia de la Roßbach”, lucru care ii este reproșat chiar după moarte.
- a influențat regele, de asemenea, în proiectul construirii palatelor Elysée și Petit Trianon, care au costat 36 milioane de franci, sau la acordarea de titluri nobiliare.

### În viața economică
- Are un rol însemnat în înființarea manufacturii „Manufacture royale de porcelaine de Sèvres”, (1765) care va face concurență porțelanului din Saxonia
- A avut un proiect de finanțare în Saint-Cyr a unui institut pentru fetele din familiile nobile sărăcite, în iulie 1756, fiind înființată o academie militară pentru fiii din familiile nobile care au suferit de pe urma războiului.

### În viața culturală
- Există o poșetă ce poartă numele de Pompadour
- O operetă (1923) în trei acte „Madame Pompadour” de Rudolph Schanzer și Ernst Welisch
- Biografia ei, „Madame Pompadour”, va fi ecranizată (1927)
- Filmul „Die Marquise von Pompadour” regizat de Willi Wolf (1931)
- Fanfan la Tulipe
- Un episod din Doctor Who care prezintă viața ei. Mai exact, sezonul doi - episodul patru.